# Polish Bowl
Der Polish Bowl ist das Finale der polnischen Meisterschaft im American Football. Seit 2021 wird der Polish Bowl als Finale der Polska Futbol Liga (PFL) ausgespielt.
Die polnische Meisterschaft wurde ab 2006 im damals offiziell SuperFinał genannten Finale der Polska Liga Futbolu Amerykańskiego (PLFA) ausgespielt. Inoffiziell wurde auch damals schon der Name Polish Bowl benutzt. Ab 2012 wurde die höchste Spielklasse der PLFA in Topliga umbenannt. Zur Saison 2018 spaltete sich ein Großteil der Spitzenmannschaften der PLFA ab und bildete mit der Liga Futbolu Amerykańskiego (LFA) eine neue Liga; auch deren Finale wurde als Polish Bowl betitelt. Dementsprechend gab es 2018 zwei polnische Meister. Das Finale der PLFA 2019 wurde nicht ausgetragen und für die Warsaw Eagles gewertet, die Saison 2020 fiel wegen der Covid-19-Pandemie aus. Zur Saison 2021 wurde ein neuer polnischer Verband gegründet und mit der Polska Futbol Liga (PFL) eine neue höchste Liga installiert.

## Austragungen
| Bowl                                            | Datum             | Uhrzeit | Spielort  | Stadion                  | Sieger               | Ergebnis | Gegner               | MVP                                                        | Zuschauer |
| ----------------------------------------------- | ----------------- | ------- | --------- | ------------------------ | -------------------- | -------- | -------------------- | ---------------------------------------------------------- | --------- |
| Polska Liga Futbolu Amerykańskiego (SuperFinal) |                   |         |           |                          |                      |          |                      |                                                            |           |
| I                                               | 12. November 2006 | 12:30   | Warschau  | Marymont                 | Warsaw Eagles        | 34:6     | Pomorze Seahawks     | Adam Zając (Eagles)                                        | 1300      |
| II                                              | 14. Oktober 2007  | 13:00   | Warschau  | Marymont                 | The Crew Wrocław     | 18:0     | Silesia Miners       | Paweł Wojcieszak (The Crew)                                | 600       |
| III                                             | 18. Oktober 2008  | 17:00   | Breslau   | Stadion Olimpijski       | Warsaw Eagles        | 26:14    | Pomorze Seahawks     | Wojciech Krzemień (Eagles)                                 | 1000      |
| IV                                              | 17. Oktober 2009  | 13:00   | Warschau  | Marymont                 | Silesia Miners       | 18:7     | The Crew Wrocław     | Grzegorz Suder (Miners)                                    | 1200      |
| V                                               | 24. Juli 2010     | 15:30   | Breslau   | Niskie Łąki              | Devils Wrocław       | 26:21    | The Crew Wrocław     | Dawid Tarczyński (Devils)                                  | 1200      |
| VI                                              | 17. Juli 2011     | 16:00   | Bielawa   | KS Bielawianka           | The Crew Wrocław     | 27:26    | Devils Wrocław       | Mark Philmore (The Crew)                                   | 1500      |
| VII                                             | 15. Juli 2012     | 17:00   | Warschau  | Stadion Narodowy         | Seahawks Gdynia      | 52:37    | Warsaw Eagles        | Kyle McMahon (Seahawks)                                    | 23 000    |
| VIII                                            | 14. Juli 2013     | 17:00   | Warschau  | Stadion Narodowy         | Giants Wrocław       | 29:13    | Warsaw Eagles        | Jamal Schulters (Giants)                                   | 16 500    |
| IX                                              | 2. August 2014    | 15:30   | Gdynia    | Stadion Miejski          | Seahawks Gdynia      | 41:32    | Panthers Wrocław     | Tunde Ogun (Seahawks)                                      | 7100      |
| X                                               | 11. Juli 2015     | 19:00   | Breslau   | Stadion Wrocław          | Seahawks Gdynia      | 28:21    | Panthers Wrocław     | Angelo Pease (Seahawks)                                    | 14000     |
| XI                                              | 16. Juli 2016     | 20:00   | Białystok | Stadion Miejski          | Panthers Wrocław     | 56:13    | Seahawks Gdynia      | Steven White (Panthers)                                    | 5200      |
| XII                                             | 25. Juni 2017     | 17:30   | Łódź      | Stadion Widzewa Łódź     | Panthers Wrocław     | 55:21    | Seahawks Gdynia      | Timothy Morovick (Panthers)                                | 5100      |
| XIII                                            | 21. Juli 2018     | 20:00   | Ząbki     | Dozbud Arena             | Warsaw Eagles        | 33:12    | Kozły Poznań         | Christopher Jeffrey (Eagles)                               | 2100      |
| XIV                                             | 20. Juli 2019     |         | Ząbki     | Dozbud Arena             | Warsaw Eagles        | 20:0     | Bydgoszcz Archers    | –                                                          | –         |
| Liga Futbolu Amerykańskiego                     |                   |         |           |                          |                      |          |                      |                                                            |           |
| XIII                                            | 21. Juli 2018     | 18:30   | Breslau   | Stadion Olimpijski       | Lowlanders Białystok | 14:13    | Panthers Wrocław     | Daniel Tarnawski (Lowlanders)                              | 4000      |
| XIV                                             | 29. Juni 2019     | 18:00   | Breslau   | Stadion Olimpijski       | Panthers Wrocław     | 28:14    | Lowlanders Białystok | Przemysław Banat (Panthers)                                | 4500      |
| XV                                              | 14. November 2020 | 16:00   | Breslau   | Stadion Olimpijski       | Panthers Wrocław     | 48:12    | Lowlanders Białystok | Bartosz Dziedzic (Panthers)                                | –         |
| Polska Futbol Liga                              |                   |         |           |                          |                      |          |                      |                                                            |           |
| XVI                                             | 17. Juli 2021     | 14:00   | Ząbki     | Dozbud Arena             | Bydgoszcz Archers    | 27:7     | Tychy Falcons        | Dawid Magrean (Archers) u. Jakub Krystecki (Archers) [XXL] | 2100      |
| XVII                                            | 23. Juli 2022     | 16:00   | Ząbki     | Dozbud Arena             | Lowlanders Białystok | 21:20    | Kraków Kings         |                                                            | 2100      |
| XVIII                                           | 08. Juli 2023     | 15:00   | Warschau  | Polonia-Warschau-Stadion | Lowlanders Białystok | 38:35    | Silesia Rebels       |                                                            |           |
| XIX                                             | 13. Juli 2024     | 15:00   | Warschau  | Polonia-Warschau-Stadion | Warsaw Eagles        | 20:10    | Lowlanders Białystok |                                                            |           |
| XX                                              | 26. Juli 2025     | 15:00   | Ząbki     | Dozbud Arena             |                      |          |                      |                                                            |           |

## Statistik
| Team                             | Siege | Niederlagen | Spielzeiten (Siege in Fett)              |
| -------------------------------- | ----- | ----------- | ---------------------------------------- |
| Warsaw Eagles                    | 5     | 2           | 2006, 2008, 2012, 2013, 2018, 2019, 2024 |
| Panthers Wrocław                 | 4     | 3           | 2014, 2015, 2016, 2017, 2018, 2019, 2020 |
| Crew/Giants Wrocław              | 3     | 2           | 2007, 2009, 2010, 2011, 2013             |
| Pomorze Seahawks/Seahawks Gdynia | 3     | 4           | 2006, 2008, 2012, 2014, 2015, 2016, 2017 |
| Lowlanders Białystok             | 3     | 3           | 2018, 2019, 2020, 2022, 2023, 2024       |
| AZS Silesia Miners/Rebels        | 1     | 1           | 2007, 2009                               |
| Devils Wrocław                   | 1     | 1           | 2010, 2011                               |
| Bydgoszcz Archers                | 1     | 1           | 2019, 2021                               |
| Tychy Falcons                    | 0     | 1           | 2021                                     |